# Черепко, Андрей Васильевич
Андре́й Васи́льевич Чере́пко (укр. Андрій Васильович Черепко; род. 17 января 1997, Приборжавское, Закарпатская область) — украинский футболист, вратарь.

## Биография
Воспитанник СДЮСШОР города Ужгорода. С 2011 по 2014 год провёл в чемпионате ДЮФЛ 22 матча.
Летом 2015 года присоединился к составу ужгородской «Говерлы». 24 августа того же года дебютировал в юношеской (до 19 лет) команде закарпатцев в домашнем матче против полтавской «Ворсклы». За молодёжную (до 21 года) команду впервые сыграл через три месяца 20 ноября в выездном поединке против той же «Ворсклы».
14 мая 2016 года дебютировал в составе «Говерлы» в домашней игре Премьер-лиги против луцкой «Волыни», заменив на 46-й минуте Дмитрия Бабенко. Андрей, по словам обозревателя UA-Футбол, довольно неплохо вошёл в игру: сразу же несколько раз спас команду, а на 71-й минуте отразил непростой удар от Анатолия Диденко.

## Статистика
| Клуб    | Лига         | Сезон   | Чемпионат | Чемпионат | Кубок | Кубок | Дубль | Дубль |
| Клуб    | Лига         | Сезон   | Игры      | Голы      | Игры  | Голы  | Игры  | Голы  |
| ------- | ------------ | ------- | --------- | --------- | ----- | ----- | ----- | ----- |
| Говерла | Премьер-лига | 2015/16 | 1         | 0         |       |       | 1     | −7    |